# Malapur, Haveri
Malapur là một làng thuộc tehsil Haveri, huyện Haveri, bang Karnataka, Ấn Độ.